# Hastanectes

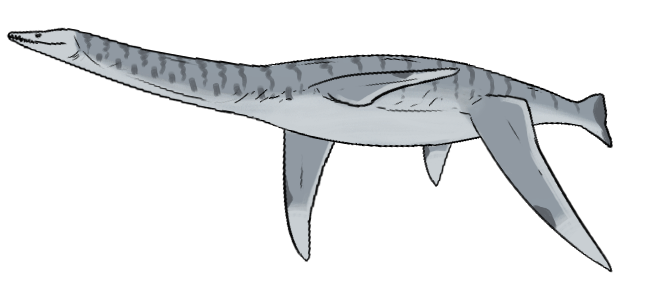
Hastanectes valdensis

Hastanectes valdensis is een lid van de Plesiosauria dat tijdens het vroege Krijt leefde in het gebied van het huidige Engeland.

## Vondst en naamgeving
In 1889 benoemde Richard Lydekker een nieuwe soort van Cimoliasaurus op basis van twee skeletten die bij Hastings waren gevonden: Cimoliosaurus valdensis. Het Cimioliosaurus was een spelfout. De soortaanduiding verwijst naar de Wealden. Door Koken werd de soort in 1905 als een Plesiosaurus valdensis beschouwd.
De soort kreeg weinig aandacht en werd lange tijd als een nomen dubium gezien. In 2011 echter kwam Ketchum tot de conclusie dat het toch een geldig taxon betref, zij het een dat weinig met Cimoliasaurus van doen had — overigens zelf naar toenmalige begrippen een nomen dubium.
In 2012 werd een apart geslacht Hastanectes benoemd door Roger Benjamin James Benson, Hilary Frances Ketchum, Darren Naish en Langan E. Turner. De geslachtsnaam combineert een verwijzing naar Hastings met een Grieks nèktès, "zwemmer". De typesoort is Cimoliasaurus valdensis. De combinatio nova is Hastanectes valdensis.
Het holotype, BMNH R609, is gevonden in de Hastingslagen van de Wadhurst Clay Formation die dateert uit het Valanginien, zo'n 135 miljoen jaar oud. Het bestaat uit een skelet zonder schedel. Bewaard zijn gebleven: het rechteropperarmbeen en tweeënzestig wervels uit de nek, rug, heiligbeen en staart. De wervels lagen niet in verband en het is mogelijk dat er een tweede individu in het materiaal aanwezig is.
Lydekker wees een tweede skelet toe gevonden bij Brenchley in Kent, NHMUK R5264 dat het grootste deel van de wervelkolom bevat inclusief het atlas-draaiercomplex, alsmede een stuk van het zitbeen dat deel uitmaakte van het heupgewricht en wat elementen uit de ledematen. Talrijke losse wervels kunnen verder worden toegewezen waaronder ook de specimina HASMG 992.1.189, HASMG 992.1.195 en HASMG G388.48 gevonden in de Black Horse Quarry, en CAMSM B.53464 en CAMSM B. 53480 gevonden bij Hollington.

## Beschrijving
Hastanectes is een middelgrote soort, vier tot vijf meter lang.
Ketchum baseerde de conclusie dat Hastanectes een apart taxon was op een onderscheidende combinatie van kenmerken. De nek is opvallend kort; maar twintig halswervels zijn bewaard en het totaal lag vermoedelijk maar twee hoger. De halswervels hebben de voor afgeleide pliosauriden kenmerkende beenlip op de onderrand van het voorste gewrichtsfacet. Er zijn echter ook basale kenmerken zoals een overdwars smalle middenrichel op de onderzijde van de halswervels, enkelvoudige ribfacetten op alle halswervels en een S-vormige gebogen opperarmbeen. Het atlas-draaiercomplex heeft geen richel op de onderzijde. De gewrichtsuitsteeksels van de halswervels staan overdwars wijd uiteen. De doornuitsteeksels van de nek zijn niet gekromd.
Ketchum suggereerde één mogelijke autapomorfie, unieke afgeleide eigenschap. De middenrichel op de onderzijde van de halswervels verbreedt zich driehoekig naar voren toe tot een plateau en wordt op de middelste lengte doorboord door de foramina subcentralia die bij andere plesiosauriërs wijder uiteen staan.

## Fylogenie
Hastanectes is in de Pliosauridae geplaatst, in een basale positie, onder Pliosaurus andrewsi.

## Levenswijze
Volgens Naish zou Hastanectes wel eens een zoetwaterhabitat bewoond kunnen hebben.